# Die 21 Stunden von München
Die 21 Stunden von München (Originaltitel: 21 Hours at Munich) ist ein US-amerikanischer Fernsehfilm aus dem Jahr 1976, der das Münchner Olympia-Attentat bei den Olympischen Sommerspielen 1972 thematisiert. Regie führte William A. Graham. Grundlage ist das Buch The Blood of Israel von Serge Groussard. Der Sender ABC strahlte den Film am 7. November 1976 aus. Der Film kam trotz seines Fernsehhintergrundes mehrfach in die Kinos verschiedener Länder.

## Handlung
Am 5. September 1972 dringen die Geiselnehmer in das olympische Dorf ein und überwältigen einige Mitglieder der israelischen Olympiamannschaft. Gleich zu Beginn der Aktion werden der Trainer Weinberg und der Gewichtheber Romano verwundet und sterben im Laufe der Geiselnahme, da sie keine ärztliche Hilfe bekommen. Münchner Polizei, Organisationskomitee und Rettungsdienst werden alarmiert und es beginnt ein Nervenkrieg mit den Geiselnehmern.
Diese verlangen die Freilassung und das freie Geleit von 232 Palästinensern, die in israelischen Gefängnissen inhaftiert sind. Außerdem sollen auch die RAF-Terroristen Andreas Baader und Ulrike Meinhof sowie der japanische Terrorist Kōzō Okamoto aus der Haft entlassen werden. Israel weigert sich, diesen Forderungen nachzukommen. Der Krisenstab, bestehend aus Bundesinnenminister Hans-Dietrich Genscher, dem bayerischen Innenminister Bruno Merk, Polizeipräsident Manfred Schreiber, NOK-Präsident Willi Daume, IOC-Präsident Avery Brundage und Staatssekretär Erich Kiesl, berät sich und verhandelt mit den Geiselnehmern. Dabei besuchen Schreiber und Genscher die Geiseln und zeigen sich entsetzt. Verhandlungsführer der Geiselnehmer ist ein Mann namens Issa. Dieser bringt gegenüber dem Stab seine Entschlossenheit zum Ausdruck und fordert ein Fluchtfahrzeug und ein Flugzeug, das sie außer Landes bringen soll. Mittlerweile ist Zvi Zamir als Vertreter der israelischen Regierung eingetroffen und hört sich die Entscheidung hinsichtlich einer Geiselbefreiung an. Er ist mit den deutschen Plänen nicht einverstanden.
Der Stab beschließt, die Geiselnehmer dazu zu bewegen, vom Flugplatz Fürstenfeldbruck aus zu fliegen. Dort könne man sie besser erschießen, da die Scharfschützen bessere Sicht hätten. Zamir schlägt jedoch vor, die Geiselnehmer früher anzugreifen, da die Entfernungen der Schützen zu ihren Zielen auf dem Flugplatz zu groß seien. Die Geiselnehmer lassen sich in zwei Hubschraubern zum Flugplatz bringen. Dort befinden sich nur fünf deutsche Scharfschützen, da man nur von fünf Geiselnehmern ausgegangen war. Tatsächlich sind es jedoch acht Geiselnehmer.
In Fürstenfeldbruck steht das Flugzeug bereit, in diesem haben sich Polizisten versteckt, jedoch entfernen sich diese eigenmächtig aus dem Flieger, bevor die Geiselnehmer eintreffen. Als diese eintreffen, gehen zwei zum Flugzeug und merken, dass sich keine Besatzung an Bord befindet. Als sie die Maschine wieder verlassen, eröffnen die Polizisten das Feuer, und es beginnt eine Schießerei. Die Geiselnehmer töten ihre Geiseln mit Handgranaten und Gewehrsalven.
Am Ende des Films hält Bundespräsident Gustav Heinemann eine Trauerrede im Olympiastadion, und man sieht als letzte Einblendung die olympische Flamme.

## Kritik
Das Lexikon des internationalen Films schrieb: „Zwar nicht sehr reißerisch verfilmt, aber auch keine Semi-Dokumentation; zu vieles wirkt gestellt, das Schicksal der Geiseln berührt kaum. Eine tiefer gehende Auseinandersetzung mit dem Terrorismus wurde nicht angestrebt.“
Der Spiegel befand: „Wie der ebenso mißlungene Film Unternehmen Entebbe stochert auch dieser, sklavisch der ‚Action‘ verpflichtet, an der Oberfläche herum.“ Die Kritik bezeichnete den Film als „Machwerk“. Ferner wurde kritisiert, dass im Film die Rolle der Polizei und des bayerischen Innenministers geschönt wurde: „Sozusagen als Gegengeschäft wurde dann in fünffacher Abänderung des Originalskripts die Rolle des bayerischen Innenministers Bruno Merk kräftig aufpoliert. Nun darf er also, von Noel Willman soigniert-geschönt dargestellt, Franco Nero, der den Terroristenführer Issa spielt, entschlossen in die blauen Augen blicken und verbale Drohhaltung einnehmen.“ In seiner Filmkritik zählt der Spiegel auch eine Reihe von Abweichungen gegenüber der Realität auf.